# Biblioteca de las Artes
La Biblioteca de las Artes fue creada el 16 de enero de 2019: está ubicada en las calles Aguirre y Pichincha de Guayaquil y tiene un espacio físico de 5.229 metros cuadrados, distribuidos en cinco plantas, en el recientemente rehabilitado edificio patrimonial que anteriormente fue sede del Banco de Descuento y donde posteriormente funcionó la Superintendencia de Compañías. Forma parte de la Universidad de las Artes que se inauguró el 17 de diciembre de 2013.  

## Historia
La biblioteca se encuentra dentro del Edificio del antiguo Banco del Descuento, fue diseñado por el arquitecto checo Karl Kohn Kagan y construido en 1954 por Christiani & Nielsen Ingenieros Contratistas S. A. Kohn realizó un diseño de racionalismo europeo fusionado con la arquitectura tradicional del Ecuador. En la fachada creó un mural elaborado con láminas de bronce que muestran figuras de trabajadores en diferentes actividades económicas. Fue el primer edificio del país en tener escaleras eléctricas. La entidad financiera funcionó hasta 1985, y en 2015 comenzó un proyecto de recuperación de espacios públicos que terminó en la instalación de una biblioteca.

## Fondo bibliográfico
La biblioteca contiene una colección de 50.000 obras bibliográficas aproximadamente  en disciplinas como: teatro, cine, literatura, música, danza, arte, ciencias sociales, entre otros, en su área de hemeroteca alberga el archivo histórico del diario El Telégrafo (1.369 tomos de impresos desde 1.886 y 1´400.000 fotos del siglo XX). Esta área está disponible desde abril del 2019 y se encuentra en una de las antiguas bóvedas del Banco de Descuento. La institución a digitalizado los ejemplares desde 1884 hasta 1901, en la biblioteca también se encuentra el Fondo Documental de la Presidencia de la República del Ecuador (1.394 libros, 1.325 audiovisuales y 50 pinturas), el Fondo Romoleroux (3.001 libros)y el Fondo Vallejo que  comprende 2.101 ejemplares: 2.001 corresponden a libros, folletos y catálogos, 81 son revistas y los 19 restantes CDs y DVDs.

## Espacios

### Sala Ría

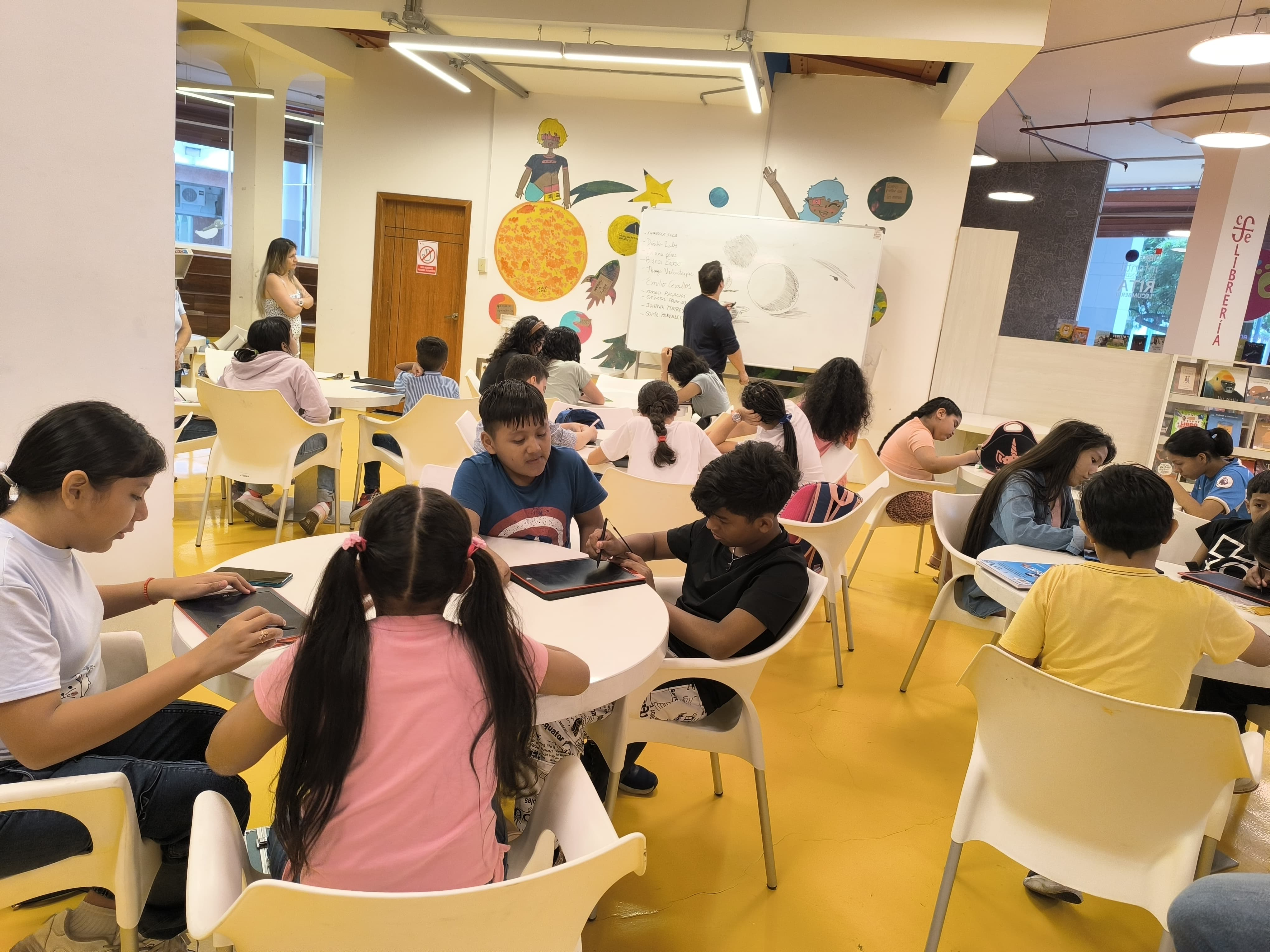
Taller de arte para niños en la Sala Ría

Está ubicada en la planta baja de la Biblioteca, fue inaugurada el 30 de abril de 2019, cuenta con un área de 800m2, pensados para la creación y educación en artes para niñas y niños, donde los más jóvenes obtendrán una aproximación temprana a lectura y las manifestaciones artísticas. Cuenta con un fondo bibliográfico de 2000 libros aproximadamente y material didáctico para niños desde 4 a 14 años, contiene una base datos con libros electrónicos infantiles, posee una zona multimedia, también tiene amplias zonas para jugar y tres escenarios para la danza, el teatro, el cine y la lectura. Funciona en el horario de martes a sábados de 9h00 a 17h00. Todo niño participa acompañado de un adulto responsable.
En este espacio se realiza la mediación de lectura, así también se brinda talleres de arte y se realizan recorridos guiados para instituciones educativas públicas y privadas. Todas las actividades que se realizan son gratuitas.

### Área de investigación – “Archivo El Telégrafo.
Inaugurada el 28 de febrero de 2019, se encuentra en el primer piso de la Biblioteca. El Fondo del Archivo Histórico El Telégrafo es el más importante fondo de prensa del país, compuesto por 1.500 tomos de diario de la Prensa Nacional desde 1884 hasta marzo del 2020. Además, posee un fondo de microfilms con información de los diarios del Telégrafo desde 1884 hasta 1990. También posee un fondo fotográfico con imágenes desde la época de 1930. El acceso es gratuito y funciona de martes a sábados de 9h00 a 17h00.

### La Galería 4ta. Pared

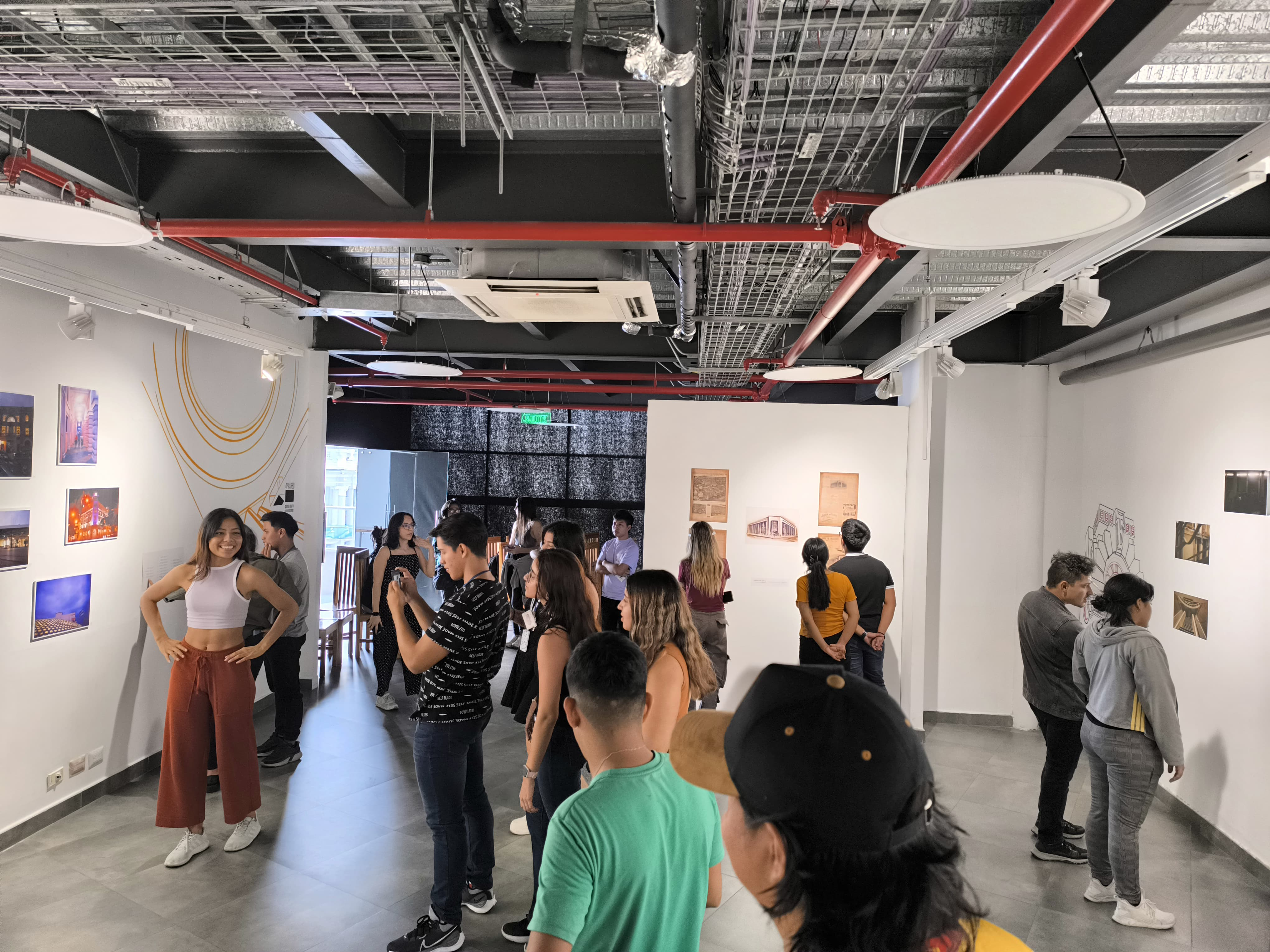
Exposición Fotográfica "Comunidad UArtes"

Está ubicada en la terraza de la Biblioteca. Se inauguró en junio del 2019.  La Galería Cuarta Pared se concibe como una plataforma expositiva para las múltiples formas de abordar el quehacer artístico en presente, brindando a la comunidad una programación compuesta de exhibiciones de artistas emergentes y de trayectoria, charlas, presentaciones de portafolios artísticos y diálogos que nutran las perspectivas sobre la cultura contemporánea.El acceso es gratuito y funciona de martes a sábados de 9h00 a 17h00.  